# Dirka po Italiji 2020
Dirka po Italiji 2020 (italijansko Giro d'Italia 2020) je 103. izvedba dirke po Italiji, tritedenske moške cestne kolesarske etapne dirke. Začela se je 3. oktobra v Monrealeju in končala 25. oktobra v Milanu. Zaradi Pandemije covida-19 je bila dirka prestavljena, prvotno načrtovani datum je bil med 9. in 31. majem. Sodelovalo je 176 kolesarjev iz 22-ih ekip. Rožnato majico je prvič osvojil Tao Geoghegan Hart (Ineos Grenadiers), drugo mesto Jai Hindley, tretje pa Wilco Kelderman (oba Team Sunweb). Vijolično majico je osvojil Arnaud Démare (Groupama–FDJ), modro majico Ruben Guerreiro (EF Pro Cycling), belo majico pa Tao Geoghegan Hart.

## Ekipe
UCI WorldTeams
- AG2R La Mondiale
- Astana
- Bahrain–McLaren
- Bora–Hansgrohe
- CCC Team
- Cofidis
- Deceuninck–Quick-Step
- EF Pro Cycling
- Groupama–FDJ
- Israel Start-Up Nation
- Lotto–Soudal
- Mitchelton–Scott
- Movistar Team
- NTT Pro Cycling
- Ineos Grenadiers
- Team Jumbo–Visma
- Team Sunweb
- Trek–Segafredo
- UAE Team Emirates

UCI ProTeams
- Androni Giocattoli–Sidermec
- Bardiani–CSF–Faizanè
- Vini Zabù–Brado–KTM

## Etape
| Etapa | Datum       | Štart/Cilj                                | Razdalja  | Tip       | Tip                    | Zmagovalec               |           |
| ----- | ----------- | ----------------------------------------- | --------- | --------- | ---------------------- | ------------------------ | --------- |
| 1     | 3. oktober  | Monreale — Palermo                        | 15 km     |           | posamični kronometer   | Filippo Ganna (ITA)      |           |
| 2     | 4. oktober  | Alcamo — Agrigento                        | 149 km    |           | hribovita etapa        | Diego Ulissi (ITA)       |           |
| 3     | 5. oktober  | Enna — Etna                               | 150 km    |           | gorska etapa           | Jonathan Caicedo (ECU)   |           |
| 4     | 6. oktober  | Catania — Villafranca Tirrena             | 140 km    |           | ravninska etapa        | Arnaud Démare (FRA)      |           |
| 5     | 7. oktober  | Mileto — Camigliatello Silano             | 225 km    |           | hribovito-gorska etapa | Filippo Ganna (ITA)      |           |
| 6     | 8. oktober  | Castrovillari — Matera                    | 188 km    |           | ravninska etapa        | Arnaud Démare (FRA)      |           |
| 7     | 9. oktober  | Matera — Brindisi                         | 143 km    |           | ravninska etapa        | Arnaud Démare (FRA)      |           |
| 8     | 10. oktober | Giovinazzo — Vieste                       | 200 km    |           | hribovito-gorska etapa | Alex Dowsett (GBR)       |           |
| 9     | 11. oktober | San Salvo — Roccaraso (Aremogna)          | 207 km    |           | gorska etapa           | Ruben Guerreiro (POR)    |           |
|       | 12. oktober |                                           |           |           | dan počitka            | dan počitka              |           |
| 10    | 13. oktober | Lanciano — Tortoreto                      | 177 km    |           | hribovito-gorska etapa | Peter Sagan (SVK)        |           |
| 11    | 14. oktober | Porto Sant'Elpidio — Rimini               | 182 km    |           | ravninska etapa        | Arnaud Démare (FRA)      |           |
| 12    | 15. oktober | Cesenatico — Cesenatico                   | 204 km    |           | hribovito-gorska etapa | Jhonatan Narváez (ECU)   |           |
| 13    | 16. oktober | Cervia — Monselice                        | 192 km    |           | hribovita etapa        | Diego Ulissi (ITA)       |           |
| 14    | 17. oktober | Conegliano — Valdobbiadene                | 34,1 km   |           | posamični kronometer   | Filippo Ganna (ITA)      |           |
| 15    | 18. oktober | Base Aerea Rivolto — Piancavallo          | 185 km    |           | gorska etapa           | Tao Geoghegan Hart (GBR) |           |
|       | 19. oktober |                                           |           |           | dan počitka            | dan počitka              |           |
| 16    | 20. oktober | Videm — San Daniele del Friuli            | 229 km    |           | hribovito-gorska etapa | Jan Tratnik (SLO)        |           |
| 17    | 21. oktober | Bassano del Grappa — Madonna di Campiglio | 203 km    |           | gorska etapa           | Ben O'Connor (AUS)       |           |
| 18    | 22. oktober | Pinzolo — Laghi di Cancano                | 207 km    |           | gorska etapa           | Jai Hindley (AUS)        |           |
| 19    | 23. oktober | Morbegno Abbiategrasso — Asti             | 124,5     |           | ravninska etapa        | Josef Černý (CZE)        |           |
| 20    | 24. oktober | Alba — Sestriere                          | 190 km    |           | gorska etapa           | Tao Geoghegan Hart (GBR) |           |
| 21    | 25. oktober | Cernusco sul Naviglio — Milano            | 15,7 km   |           | posamični kronometer   | Filippo Ganna (ITA)      |           |
|       | Skupaj      | Skupaj                                    | 3361,4 km | 3361,4 km | 3361,4 km              | 3361,4 km                | 3361,4 km |

## Razvrstitev po klasifikacijah
| Etapa  | Zmagovalec         | Rožnata majica ·   | Vijolična majica · | Modra majica ·    | Bela majica ·      | Ekipno                | Vmesni šprinti  | Borbenost ·      | Begi              | Športnost             |
| ------ | ------------------ | ------------------ | ------------------ | ----------------- | ------------------ | --------------------- | --------------- | ---------------- | ----------------- | --------------------- |
| 1      | Filippo Ganna      | Filippo Ganna      | Filippo Ganna      | Rick Zabel        | Filippo Ganna      | Ineos Grenadiers      | brez            | Filippo Ganna    | brez              | Ineos Grenadiers      |
| 2      | Diego Ulissi       | Filippo Ganna      | Diego Ulissi       | Peter Sagan       | Filippo Ganna      | Ineos Grenadiers      | Thomas De Gendt | Thomas De Gendt  | Ben Gastauer      | Ineos Grenadiers      |
| 3      | Jonathan Caicedo   | João Almeida       | Diego Ulissi       | Jonathan Caicedo  | João Almeida       | Deceuninck–Quick-Step | Thomas De Gendt | Jonathan Caicedo | Giovanni Visconti | Deceuninck–Quick-Step |
| 4      | Arnaud Démare      | João Almeida       | Peter Sagan        | Jonathan Caicedo  | João Almeida       | Deceuninck–Quick-Step | Thomas De Gendt | Jonathan Caicedo | Giovanni Visconti | Team Sunweb           |
| 5      | Filippo Ganna      | João Almeida       | Peter Sagan        | Filippo Ganna     | João Almeida       | Deceuninck–Quick-Step | Thomas De Gendt | Jonathan Caicedo | Filippo Ganna     | Team Sunweb           |
| 6      | Arnaud Démare      | João Almeida       | Arnaud Démare      | Filippo Ganna     | João Almeida       | Deceuninck–Quick-Step | Mattia Bais     | Jonathan Caicedo | Mattia Bais       | Trek–Segafredo        |
| 7      | Arnaud Démare      | João Almeida       | Arnaud Démare      | Filippo Ganna     | João Almeida       | Deceuninck–Quick-Step | Marco Frapporti | Arnaud Démare    | Mattia Bais       | Trek–Segafredo        |
| 8      | Alex Dowsett       | João Almeida       | Arnaud Démare      | Filippo Ganna     | João Almeida       | Ineos Grenadiers      | Marco Frapporti | Arnaud Démare    | Mattia Bais       | Trek–Segafredo        |
| 9      | Ruben Guerreiro    | João Almeida       | Arnaud Démare      | Ruben Guerreiro   | João Almeida       | Ineos Grenadiers      | Marco Frapporti | Ruben Guerreiro  | Salvatore Puccio  | Movistar Team         |
| 10     | Peter Sagan        | João Almeida       | Arnaud Démare      | Ruben Guerreiro   | João Almeida       | Ineos Grenadiers      | Marco Frapporti | Peter Sagan      | Salvatore Puccio  | Movistar Team         |
| 11     | Arnaud Démare      | João Almeida       | Arnaud Démare      | Ruben Guerreiro   | João Almeida       | Ineos Grenadiers      | Marco Frapporti | Peter Sagan      | Mattia Bais       | Movistar Team         |
| 12     | Jhonatan Narváez   | João Almeida       | Arnaud Démare      | Ruben Guerreiro   | João Almeida       | Ineos Grenadiers      | Marco Frapporti | Peter Sagan      | Mattia Bais       | AG2R La Mondiale      |
| 13     | Diego Ulissi       | João Almeida       | Arnaud Démare      | Ruben Guerreiro   | João Almeida       | Ineos Grenadiers      | Simon Pellaud   | Simon Pellaud    | Mattia Bais       | AG2R La Mondiale      |
| 14     | Filippo Ganna      | João Almeida       | Arnaud Démare      | Ruben Guerreiro   | João Almeida       | Ineos Grenadiers      | Simon Pellaud   | Simon Pellaud    | Mattia Bais       | AG2R La Mondiale      |
| 15     | Tao Geoghegan Hart | João Almeida       | Arnaud Démare      | Giovanni Visconti | João Almeida       | Ineos Grenadiers      | Simon Pellaud   | Simon Pellaud    | Mattia Bais       | AG2R La Mondiale      |
| 16     | Jan Tratnik        | João Almeida       | Arnaud Démare      | Giovanni Visconti | João Almeida       | Ineos Grenadiers      | Simon Pellaud   | Simon Pellaud    | Mattia Bais       | Groupama–FDJ          |
| 17     | Ben O'Connor       | João Almeida       | Arnaud Démare      | Ruben Guerreiro   | João Almeida       | Ineos Grenadiers      | Simon Pellaud   | Thomas De Gendt  | Mattia Bais       | Groupama–FDJ          |
| 18     | Jai Hindley        | Wilco Kelderman    | Arnaud Démare      | Ruben Guerreiro   | Jai Hindley        | Ineos Grenadiers      | Simon Pellaud   | Thomas De Gendt  | Mattia Bais       | Groupama–FDJ          |
| 19     | Josef Černý        | Wilco Kelderman    | Arnaud Démare      | Ruben Guerreiro   | Jai Hindley        | Ineos Grenadiers      | Simon Pellaud   | Thomas De Gendt  | Mattia Bais       | Groupama–FDJ          |
| 20     | Tao Geoghegan Hart | Jai Hindley        | Arnaud Démare      | Ruben Guerreiro   | Jai Hindley        | Ineos Grenadiers      | Simon Pellaud   | Thomas De Gendt  | Mattia Bais       | Groupama–FDJ          |
| 21     | Filippo Ganna      | Tao Geoghegan Hart | Arnaud Démare      | Ruben Guerreiro   | Tao Geoghegan Hart | Ineos Grenadiers      | Simon Pellaud   | Thomas De Gendt  | Mattia Bais       | Groupama–FDJ          |
| Skupaj | Skupaj             | Tao Geoghegan Hart | Arnaud Démare      | Ruben Guerreiro   | Tao Geoghegan Hart | Ineos Grenadiers      | Simon Pellaud   | Thomas De Gendt  | Mattia Bais       | Groupama–FDJ          |

## Končna razvrstitev
| Legenda | Legenda                                  | Legenda | Legenda                                    |
| ------- | ---------------------------------------- | ------- | ------------------------------------------ |
|         | Predstavlja vodilnega v skupnem seštevku |         | Predstavlja najboljšega mladega kolesarja  |
|         | Predstavlja vodilnega po točkah          |         | Predstavlja vodilnega v gorski razvrstitvi |
|         | Predstavlja najbolj borbenega kolesarja  |         |                                            |

### Rožnata majica
| Poz. | Kolesar                   | Ekipa                 | Čas         |
| ---- | ------------------------- | --------------------- | ----------- |
| 1    | Tao Geoghegan Hart (GBR)  | Ineos Grenadiers      | 85h 40' 21" |
| 2    | Jai Hindley (AUS)         | Team Sunweb           | + 39"       |
| 3    | Wilco Kelderman (NED)     | Team Sunweb           | + 1' 29"    |
| 4    | João Almeida (POR)        | Deceuninck–Quick-Step | + 2' 57"    |
| 5    | Pello Bilbao (ESP)        | Bahrain–McLaren       | + 3' 09"    |
| 6    | Jakob Fuglsang (DEN)      | Astana                | + 7' 02"    |
| 7    | Vincenzo Nibali (ITA)     | Trek–Segafredo        | + 8' 15"    |
| 8    | Patrick Konrad (AUT)      | Bora–Hansgrohe        | + 8' 42"    |
| 9    | Fausto Masnada (ITA)      | Deceuninck–Quick-Step | + 9' 57"    |
| 10   | Hermann Pernsteiner (AUT) | Bahrain–McLaren       | + 11' 05"   |

| Poz. | Kolesar                       | Ekipa                       | Čas          |
| ---- | ----------------------------- | --------------------------- | ------------ |
| 11   | Domenico Pozzovivo (ITA)      | NTT Pro Cycling             | + 11' 52"    |
| 12   | Rafał Majka (POL)             | Bora–Hansgrohe              | + 20' 31"    |
| 13   | Sergio Samitier (ESP)         | Movistar Team               | + 35' 29"    |
| 14   | James Knox (GBR)              | Deceuninck–Quick-Step       | + 37' 41"    |
| 15   | Brandon McNulty (USA)         | UAE Team Emirates           | + 38' 10"    |
| 16   | Aurélien Paret-Peintre (FRA)  | AG2R La Mondiale            | + 45' 04"    |
| 17   | Larry Warbasse (USA)          | AG2R La Mondiale            | + 53' 25"    |
| 18   | Ben Swift (GBR)               | Ineos Grenadiers            | + 57' 36"    |
| 19   | Antonio Pedrero (ESP)         | Movistar Team               | + 59' 36"    |
| 20   | Ben O'Connor (AUS)            | NTT Pro Cycling             | + 1h 02' 57" |
| 21   | Sam Oomen (NED)               | Team Sunweb                 | + 1h 03' 46" |
| 22   | Ilnur Zakarin (RUS)           | CCC Team                    | + 1h 06' 11" |
| 23   | Matteo Fabbro (ITA)           | Bora–Hansgrohe              | + 1h 13' 49" |
| 24   | Jonathan Castroviejo (ESP)    | Ineos Grenadiers            | + 1h 16' 15" |
| 25   | Fabio Felline (ITA)           | Astana                      | + 1h 25' 14" |
| 26   | Martijn Tusveld (NED)         | Team Sunweb                 | + 1h 25' 34" |
| 27   | Attila Valter (HUN)           | CCC Team                    | + 1h 30' 13" |
| 28   | Pieter Serry (BEL)            | Deceuninck–Quick-Step       | + 1h 30' 54" |
| 29   | Chris Hamilton (AUS)          | Team Sunweb                 | + 1h 32' 26" |
| 30   | Mikkel Frølich Honoré (DEN)   | Deceuninck–Quick-Step       | + 1h 34' 49" |
| 31   | Jacopo Mosca (ITA)            | Trek–Segafredo              | + 1h 48' 45" |
| 32   | Tanel Kangert (EST)           | EF Pro Cycling              | + 1h 55' 57" |
| 33   | Ruben Guerreiro (POR)         | EF Pro Cycling              | + 1h 58' 58" |
| 34   | Víctor de la Parte (ESP)      | CCC Team                    | + 2h 00' 42" |
| 35   | Rohan Dennis (AUS)            | Ineos Grenadiers            | + 2h 04' 26" |
| 36   | Louis Meintjes (RSA)          | NTT Pro Cycling             | + 2h 05' 51" |
| 37   | Antonio Nibali (ITA)          | Trek–Segafredo              | + 2h 05' 56" |
| 38   | Diego Ulissi (ITA)            | UAE Team Emirates           | + 2h 06' 59" |
| 39   | François Bidard (FRA)         | AG2R La Mondiale            | + 2h 07' 36" |
| 40   | Davide Villella (ITA)         | Movistar Team               | + 2h 10' 28" |
| 41   | Thomas De Gendt (BEL)         | Lotto–Soudal                | + 2h 14' 51" |
| 42   | Carl Fredrik Hagen (NOR)      | Lotto–Soudal                | + 2h 20' 58" |
| 43   | Joe Dombrowski (USA)          | UAE Team Emirates           | + 2h 23' 09" |
| 44   | Jesper Hansen (DEN)           | Cofidis                     | + 2h 27' 05" |
| 45   | Óscar Rodríguez (ESP)         | Astana                      | + 2h 32' 17" |
| 46   | Enrico Battaglin (ITA)        | Bahrain–McLaren             | + 2h 32' 44" |
| 47   | Sander Armée (BEL)            | Lotto–Soudal                | + 2h 32' 48" |
| 48   | Daniel Navarro (ESP)          | Israel Start-Up Nation      | + 2h 37' 43" |
| 49   | Julien Bernard (FRA)          | Trek–Segafredo              | + 2h 38' 53" |
| 50   | Andrea Vendrame (ITA)         | AG2R La Mondiale            | + 2h 39' 38" |
| 51   | Alessandro Tonelli (ITA)      | Bardiani–CSF–Faizanè        | + 2h 42' 25" |
| 52   | Nicola Conci (ITA)            | Trek–Segafredo              | + 2h 43' 56" |
| 53   | Jonas Gregaard (DEN)          | Astana                      | + 2h 44' 59" |
| 54   | Amanuel Ghebreigzabhier (ERI) | NTT Pro Cycling             | + 2h 47' 05" |
| 55   | Geoffrey Bouchard (FRA)       | AG2R La Mondiale            | + 2h 47' 38" |
| 56   | Salvatore Puccio (ITA)        | Ineos Grenadiers            | + 2h 50' 11" |
| 57   | Eduardo Sepúlveda (ARG)       | Movistar Team               | + 2h 50' 15" |
| 58   | Einer Rubio (COL)             | Movistar Team               | + 2h 51' 20" |
| 59   | Domen Novak (SLO)             | Bahrain–McLaren             | + 2h 54' 22" |
| 60   | Harm Vanhoucke (BEL)          | Lotto–Soudal                | + 2h 55' 25" |
| 61   | Filippo Ganna (ITA)           | Ineos Grenadiers            | + 3h 03' 16" |
| 62   | Jan Tratnik (SLO)             | Bahrain–McLaren             | + 3h 05' 27" |
| 63   | Stéphane Rossetto (FRA)       | Cofidis                     | + 3h 08' 54" |
| 64   | Joey Rosskopf (USA)           | CCC Team                    | + 3h 10' 30" |
| 65   | Jonathan Caicedo (ECU)        | EF Pro Cycling              | + 3h 14' 47" |
| 66   | Dario Cataldo (ITA)           | Movistar Team               | + 3h 21' 44" |
| 67   | Paweł Poljański (POL)         | Bora–Hansgrohe              | + 3h 22' 39" |
| 68   | Kamil Małecki (POL)           | CCC Team                    | + 3h 23' 03" |
| 69   | Chad Haga (USA)               | Team Sunweb                 | + 3h 23' 06" |
| 70   | Mark Padun (UKR)              | Bahrain–McLaren             | + 3h 25' 54" |
| 71   | Simon Pellaud (SUI)           | Androni Giocattoli–Sidermec | + 3h 28' 32" |
| 72   | Davide Ballerini (ITA)        | Deceuninck–Quick-Step       | + 3h 30' 50" |
| 73   | Jaakko Hänninen (FIN)         | AG2R La Mondiale            | + 3h 35' 23" |
| 74   | Simone Ravanelli (ITA)        | Androni Giocattoli–Sidermec | + 3h 38' 15" |
| 75   | Simon Clarke (AUS)            | EF Pro Cycling              | + 3h 41' 04" |
| 76   | Matteo Sobrero (ITA)          | NTT Pro Cycling             | + 3h 41' 58" |
| 77   | Kilian Frankiny (SUI)         | Groupama–FDJ                | + 3h 45' 21" |
| 78   | Jefferson Cepeda (ECU)        | Androni Giocattoli–Sidermec | + 3h 49' 05" |
| 79   | Héctor Carretero (ESP)        | Movistar Team               | + 3h 54' 39" |
| 80   | Mathias Le Turnier (FRA)      | Cofidis                     | + 4h 00' 46" |
| 81   | Matthew Holmes (GBR)          | Lotto–Soudal                | + 4h 01' 45" |
| 82   | Giovanni Carboni (ITA)        | Bardiani–CSF–Faizanè        | + 4h 02' 55" |
| 83   | Nico Denz (GER)               | Team Sunweb                 | + 4h 03' 03" |
| 84   | Danilo Wyss (SUI)             | NTT Pro Cycling             | + 4h 03' 24" |
| 85   | Luca Chirico (ITA)            | Androni Giocattoli–Sidermec | + 4h 03' 58" |
| 86   | Josef Černý (CZE)             | CCC Team                    | + 4h 04' 57" |
| 87   | Eros Capecchi (ITA)           | Bahrain–McLaren             | + 4h 05' 17" |
| 88   | Etienne van Empel (NED)       | Vini Zabù–Brado–KTM         | + 4h 07' 49" |
| 89   | Jukija Araširo (JPN)          | Bahrain–McLaren             | + 4h 10' 07" |
| 90   | Alessandro Bisolti (ITA)      | Androni Giocattoli–Sidermec | + 4h 15' 50" |
| 91   | Francesco Romano (ITA)        | Bardiani–CSF–Faizanè        | + 4h 18' 52" |
| 92   | Peter Sagan (SVK)             | Bora–Hansgrohe              | + 4h 21' 56" |
| 93   | Lorenzo Rota (ITA)            | Vini Zabù–Brado–KTM         | + 4h 22' 59" |
| 94   | Cesare Benedetti (ITA)        | Bora–Hansgrohe              | + 4h 23' 22" |
| 95   | Victor Campenaerts (BEL)      | NTT Pro Cycling             | + 4h 27' 30" |
| 96   | Edoardo Zardini (ITA)         | Vini Zabù–Brado–KTM         | + 4h 30' 02" |
| 97   | Mikkel Bjerg (DEN)            | UAE Team Emirates           | + 4h 31' 02" |
| 98   | Stefano Oldani (ITA)          | Lotto–Soudal                | + 4h 33' 10" |
| 99   | Josip Rumac (CRO)             | Androni Giocattoli–Sidermec | + 4h 34' 38" |
| 100  | Filippo Zana (ITA)            | Bardiani–CSF–Faizanè        | + 4h 45' 29" |
| 101  | Valerio Conti (ITA)           | UAE Team Emirates           | + 4h 45' 35" |
| 102  | Mattia Bais (ITA)             | Androni Giocattoli–Sidermec | + 4h 49' 25" |
| 103  | Jhonatan Restrepo (COL)       | Androni Giocattoli–Sidermec | + 4h 52' 03" |
| 104  | Kamil Gradek (POL)            | CCC Team                    | + 4h 56' 07" |
| 105  | James Whelan (AUS)            | EF Pro Cycling              | + 4h 57' 54" |
| 106  | Albert Torres (ESP)           | Movistar Team               | + 4h 59' 30" |
| 107  | Maciej Bodnar (POL)           | Bora–Hansgrohe              | + 5h 04' 10" |
| 108  | Marco Frapporti (ITA)         | Vini Zabù–Brado–KTM         | + 5h 05' 15" |
| 109  | Filippo Fiorelli (ITA)        | Bardiani–CSF–Faizanè        | + 5h 08' 17" |
| 110  | Rodrigo Contreras (COL)       | Astana                      | + 5h 08' 22" |
| 111  | Lachlan Morton (AUS)          | EF Pro Cycling              | + 5h 09' 44" |
| 112  | Elia Viviani (ITA)            | Cofidis                     | + 5h 10' 26" |
| 113  | Miles Scotson (AUS)           | Groupama–FDJ                | + 5h 13' 09" |
| 114  | Dylan Sunderland (AUS)        | NTT Pro Cycling             | + 5h 13' 54" |
| 115  | Simone Consonni (ITA)         | Cofidis                     | + 5h 16' 07" |
| 116  | Simon Guglielmi (FRA)         | Groupama–FDJ                | + 5h 16' 48" |
| 117  | Adam Hansen (AUS)             | Lotto–Soudal                | + 5h 17' 02" |
| 118  | Davide Cimolai (ITA)          | Israel Start-Up Nation      | + 5h 19' 10" |
| 119  | Nathan Haas (AUS)             | Cofidis                     | + 5h 20' 50" |
| 120  | Alex Dowsett (GBR)            | Israel Start-Up Nation      | + 5h 23' 04" |
| 121  | Arnaud Démare (FRA)           | Groupama–FDJ                | + 5h 26' 45" |
| 122  | Iljo Keisse (BEL)             | Deceuninck–Quick-Step       | + 5h 32' 08" |
| 123  | Rick Zabel (GER)              | Israel Start-Up Nation      | + 5h 32' 22" |
| 124  | Ignatas Konovalovas (LTU)     | Groupama–FDJ                | + 5h 36' 34" |
| 125  | Giovanni Lonardi (ITA)        | Bardiani–CSF–Faizanè        | + 5h 41' 00" |
| 126  | Matthias Brändle (AUT)        | Israel Start-Up Nation      | + 5h 42' 40" |
| 127  | Simone Bevilacqua (ITA)       | Vini Zabù–Brado–KTM         | + 5h 45' 25" |
| 128  | Jacopo Guarnieri (ITA)        | Groupama–FDJ                | + 5h 46' 03" |
| 129  | Fabio Mazzucco (ITA)          | Bardiani–CSF–Faizanè        | + 5h 48' 10" |
| 130  | Marco Mathis (GER)            | Cofidis                     | + 5h 51' 35" |
| 131  | Álvaro Hodeg (COL)            | Deceuninck–Quick-Step       | + 5h 53' 47" |
| 132  | Guy Sagiv (ISR)               | Israel Start-Up Nation      | + 6h 12' 07" |
| 133  | Jonathan Dibben (GBR)         | Lotto–Soudal                | + 6h 13' 59" |

### Vijolična majica
| Poz. | Kolesar                  | Ekipa                       | Točke |
| ---- | ------------------------ | --------------------------- | ----- |
| 1    | Arnaud Démare (FRA)      | Groupama–FDJ                | 233   |
| 2    | Peter Sagan (SVK)        | Bora–Hansgrohe              | 184   |
| 3    | João Almeida (POR)       | Deceuninck–Quick-Step       | 108   |
| 4    | Filippo Ganna (ITA)      | Ineos Grenadiers            | 87    |
| 5    | Josef Černý (CZE)        | CCC Team                    | 78    |
| 6    | Andrea Vendrame (ITA)    | AG2R La Mondiale            | 78    |
| 7    | Diego Ulissi (ITA)       | UAE Team Emirates           | 77    |
| 8    | Simon Pellaud (SUI)      | Androni Giocattoli–Sidermec | 70    |
| 9    | Tao Geoghegan Hart (GBR) | Ineos Grenadiers            | 66    |
| 10   | Patrick Konrad (AUT)     | Bora–Hansgrohe              | 61    |

### Modra majica
| Poz. | Kolesar                    | Ekipa            | Točke |
| ---- | -------------------------- | ---------------- | ----- |
| 1    | Ruben Guerreiro (POR)      | EF Pro Cycling   | 234   |
| 2    | Tao Geoghegan Hart (GBR)   | Ineos Grenadiers | 157   |
| 3    | Thomas De Gendt (BEL)      | Lotto–Soudal     | 122   |
| 4    | Rohan Dennis (AUS)         | Ineos Grenadiers | 119   |
| 5    | Ben O'Connor (AUS)         | NTT Pro Cycling  | 71    |
| 6    | Jai Hindley (AUS)          | Team Sunweb      | 71    |
| 7    | Wilco Kelderman (NED)      | Team Sunweb      | 55    |
| 8    | Filippo Ganna (ITA)        | Ineos Grenadiers | 48    |
| 9    | Jonathan Castroviejo (ESP) | Ineos Grenadiers | 45    |
| 10   | Einer Rubio (COL)          | Movistar Team    | 44    |

### Bela majica
| Poz. | Kolesar                      | Ekipa                 | Čas          |
| ---- | ---------------------------- | --------------------- | ------------ |
| 1    | Tao Geoghegan Hart (GBR)     | Ineos Grenadiers      | 85h 40' 21"  |
| 2    | Jai Hindley (AUS)            | Team Sunweb           | + 39"        |
| 3    | João Almeida (POR)           | Deceuninck–Quick-Step | + 2' 57"     |
| 4    | Sergio Samitier (ESP)        | Movistar Team         | + 35' 29"    |
| 5    | James Knox (GBR)             | Deceuninck–Quick-Step | + 37' 41"    |
| 6    | Brandon McNulty (USA)        | UAE Team Emirates     | + 38' 10"    |
| 7    | Aurélien Paret-Peintre (FRA) | AG2R La Mondiale      | + 45' 04"    |
| 8    | Ben O'Connor (AUS)           | NTT Pro Cycling       | + 1h 02' 57" |
| 9    | Sam Oomen (NED)              | Team Sunweb           | + 1h 03' 46" |
| 10   | Matteo Fabbro (ITA)          | Bora–Hansgrohe        | + 1h 13' 49" |

### Ekipna razvrstitev
| Poz. | Ekipa                 | Čas          |
| ---- | --------------------- | ------------ |
| 1    | Ineos Grenadiers      | 257h 15' 58" |
| 2    | Deceuninck–Quick-Step | + 22' 32"    |
| 3    | Team Sunweb           | + 28' 50"    |
| 4    | Bahrain–McLaren       | + 32' 50"    |
| 5    | Bora–Hansgrohe        | + 1h 12' 34" |
| 6    | NTT Pro Cycling       | + 1h 49' 59" |
| 7    | AG2R La Mondiale      | + 2h 04' 38" |
| 8    | Movistar Team         | + 2h 08' 26" |
| 9    | Astana                | + 2h 29' 44" |
| 10   | Trek–Segafredo        | + 2h 42' 36" |

### Vmesni šprinti
| Poz. | Kolesar                 | Ekipa                       | Točke |
| ---- | ----------------------- | --------------------------- | ----- |
| 1    | Simon Pellaud (SUI)     | Androni Giocattoli–Sidermec | 78    |
| 2    | Thomas De Gendt (BEL)   | Lotto–Soudal                | 56    |
| 3    | Marco Frapporti (ITA)   | Vini Zabù–Brado–KTM         | 44    |
| 4    | Mattia Bais (ITA)       | Androni Giocattoli–Sidermec | 34    |
| 5    | Jhonatan Restrepo (COL) | Androni Giocattoli–Sidermec | 28    |
| 6    | Andrea Vendrame (ITA)   | AG2R La Mondiale            | 25    |
| 7    | Peter Sagan (SVK)       | Bora–Hansgrohe              | 21    |
| 8    | Francesco Romano (ITA)  | Bardiani–CSF–Faizanè        | 20    |
| 9    | Héctor Carretero (ESP)  | Movistar Team               | 19    |
| 10   | Matthew Holmes (GBR)    | Lotto–Soudal                | 17    |

### Borbenost
| Poz. | Kolesar                  | Ekipa                       | Točke |
| ---- | ------------------------ | --------------------------- | ----- |
| 1    | Thomas De Gendt (BEL)    | Lotto–Soudal                | 55    |
| 2    | Simon Pellaud (SUI)      | Androni Giocattoli–Sidermec | 52    |
| 3    | Tao Geoghegan Hart (GBR) | Ineos Grenadiers            | 45    |
| 4    | Ruben Guerreiro (POR)    | EF Pro Cycling              | 45    |
| 5    | Peter Sagan (SVK)        | Bora–Hansgrohe              | 40    |
| 6    | Rohan Dennis (AUS)       | Ineos Grenadiers            | 39    |
| 7    | Filippo Ganna (ITA)      | Ineos Grenadiers            | 37    |
| 8    | Jai Hindley (AUS)        | Team Sunweb                 | 36    |
| 9    | João Almeida (POR)       | Deceuninck–Quick-Step       | 35    |
| 10   | Arnaud Démare (FRA)      | Groupama–FDJ                | 33    |

### Begi
| Poz. | Kolesar                  | Ekipa                       | Km  |
| ---- | ------------------------ | --------------------------- | --- |
| 1    | Mattia Bais (ITA)        | Androni Giocattoli–Sidermec | 458 |
| 2    | Marco Frapporti (ITA)    | Vini Zabù–Brado–KTM         | 428 |
| 3    | Simon Pellaud (SUI)      | Androni Giocattoli–Sidermec | 352 |
| 4    | Matthew Holmes (GBR)     | Lotto–Soudal                | 336 |
| 5    | Salvatore Puccio (ITA)   | Ineos Grenadiers            | 320 |
| 6    | Alessandro Tonelli (ITA) | Bardiani–CSF–Faizanè        | 307 |
| 7    | Filippo Ganna (ITA)      | Ineos Grenadiers            | 304 |
| 8    | Simone Ravanelli (ITA)   | Androni Giocattoli–Sidermec | 304 |
| 9    | Francesco Romano (ITA)   | Bardiani–CSF–Faizanè        | 263 |
| 10   | Thomas De Gendt (BEL)    | Lotto–Soudal                | 237 |

### Športnost
| Poz. | Ekipa                       | Točke |
| ---- | --------------------------- | ----- |
| 1    | Groupama–FDJ                | 0     |
| 2    | Androni Giocattoli–Sidermec | 0.5   |
| 3    | Team Sunweb                 | 20    |
| 4    | AG2R La Mondiale            | 20    |
| 5    | CCC Team                    | 20    |
| 6    | Bora–Hansgrohe              | 40    |
| 7    | Deceuninck–Quick-Step       | 60    |
| 8    | Vini Zabù–Brado–KTM         | 70    |
| 9    | UAE Team Emirates           | 85    |
| 10   | NTT Pro Cycling             | 100   |